# Brachyosteus
Brachyosteus è un genere estinto di pesci placodermi, appartenente agli artrodiri. Visse nel Devoniano superiore (cica 370 - 365 milioni d anni fa) e i suoi resti fossili sono stati ritrovati in Europa.

## Descrizione
Questo pesce era di dimensioni medio - piccole, e solitamente non superava la lunghezza di circa 30 centimetri. La testa di Brachyosteus, come quella di tutti gli artrodiri, era ricoperta da pesanti piastre ossee; era corta e alta, e dotata di mascelle robuste. Gli occhi erano piuttosto grandi. Brachyosteus doveva essere dotato di un morso particolarmente potente, a causa dello sviluppo sulla mandibola di un processo coronoide. Una struttura simile si ritrova negli attinotterigi e nei celacanti.  
L'armatura toracica era caratterizzata da una piastra centrale dorsale corta e dotata di una debole carena. 

## Classificazione
Brachyosteus è un rappresentante dei trematosteidi, un gruppo di artrodiri dal cranio insolitamente corto e robusto. Il genere Brachyosteus venne descritto per la prima volta nel 1927 da Otto Jaekel, e la specie più nota è Brachyosteus dietrichi, nota per fossili ritrovati in Germania (Hesse).

## Paleoecologia
Brachyosteus doveva essere un predatore dal morso particolarmente potente.